# Patelloa silvatica
Patelloa silvatica là một loài ruồi trong họ Tachinidae.